# Павлиний глаз
Павлиний глаз (лат. Aglais io, ранее лат. Inachis io), дневной павлиний глаз — дневная бабочка из семейства нимфалид (Nymphalidae).
Латинское биноминальное название происходит от Īnachis — царя Инаха и его дочери Ио в древнегреческой мифологии.

## Описание
Длина переднего крыла — 27—31 мм. Размах крыльев до 62 мм. Самки чаще всего несколько крупнее самца. Основной фон крыльев красно-бурый, красно-коричневый. На крыльях располагаются 4 крупных «глазка» с голубыми пятнами. На окраску дневного павлиньего глаза оказывают влияние холод и тепло, действовавшие на куколку.
Нижняя сторона крыльев покровительственной окраски — чёрно-коричневого цвета, с рядами волнистых более светло окрашенных извилистых линий.

## Ареал
Внетропическая Евразия и Япония. На севере до 60 градуса северной широты.
Встречается на всей территории Восточной Европы, кроме районов крайнего севера (не заходит в зону тундр) и пустынной зоны. Особенно многочисленна в Германии. Отсутствует на острове Крит и в Северной Африке.

## Местообитание
Поляны, луга, лесные опушки, просеки, берега рек и водоёмов, лесополосы и лесопарки, городские парки, балки, овраги, сады, пустыри, территории населённых пунктов. Поднимается в горы на высоту 2000—2500 м над уровнем моря.

## Особенности биологии
Развивается в одном поколении в степной и лесостепной зонах; в Крыму и Предкавказье — в двух. Бабочки выходят из куколок в начале июня. Имаго часто встречаются на цветках сивца, тимьяна, Scabiosa ochroleuca (род Скабиоза), Cirsium hetcrophyllum (род Бодяк), лопуха войлочного и различных садовых растений. Иногда попадаются на вытекающем древесном соке или забродивших фруктах.
Лёт первого поколения — с конца июня до середины июля. Лёт второго поколения — с августа до сентября, зимует в защищённых местах. Самки второго поколения встречаются до конца октября, зимуют и снова встречаются ранней весной до начала июня. Зимующие особи могут встречаться зимой во время оттепелей. В южных районах может давать три поколения.

## Размножение

### Яйцо
Самка откладывает до 100—300 яиц, обычно группами, на нижнюю сторону листа крапивы.

### Гусеница
Стадия гусениц — с мая по август. Гусеницы интенсивного чёрного цвета с мелкими белыми точками и с поясками из жёстких ветвистых шипов. На кормовых растениях живут выводками, иногда до 300 экземпляров, в общем гнезде из оплетённых шёлковой нитью листьев. Перед окукливанием расползаются. Начиная со второго возраста, гусеницы живут отдельно. Гусеницы первого поколения — с мая по июнь, второго — с июля по август.
Кормовые растения гусениц:
- хмель обыкновенный;
- малина;
- ива, в том числе ива козья;
- крапива двудомная;
- конопля — гораздо реже.

### Куколка
Стадия куколки — около 1—2 недель. Куколка угловатая, располагается головой вниз на заборах, стенах и т. п. Окраска от серо-зелёной до коричневой (зависит от цвета субстрата), с золотым отливом, с двумя рядами блестящих золотистых шипов

## Охрана
- Бабочка года в Германии в 2009 году.